# Sava (Region)
Sava ist eine von 24 Regionen (Faritra) Madagaskars. Der Name wird auch SAVA-Region geschrieben, da er sich aus den Anfangsbuchstaben der vier Distrikthauptorte der Region ergibt: Sambava, Andapa, Vohémar und Antalaha. Die SAVA-Region ist das weltweite Zentrum des Anbaus von Gewürzvanille.
2014 lebten in der SAVA-Region ca. 1,3 Millionen Menschen. Sava wurde mit 21 anderen Regionen im Juni 2004 gegründet; zwei weitere kamen später hinzu. Nach einem Referendum im April 2007 wurde die SAVA-Region von der zuvor übergeordneten Provinz Antsiranana unabhängig.

## Geografie

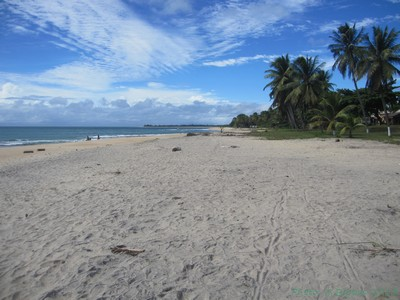
Strand von Sambava, Sava

Die SAVA-Region liegt in der Nordspitze Madagaskars und grenzt im Osten an den Indischen Ozean. Im Westen grenzt Sava an die Diana-Region, im Süden an Sofia und Ambatasoa. Sava hat eine Fläche von 25.518 km². Hauptstadt (frz. chef-lieu, also streng genommen Hauptort) ist Sambava.
Die Küstenstadt Antalaha wird als Welthauptstadt der Vanille bezeichnet.

## Verwaltungsgliederung
Die Region ist in vier Distrikte (Fivondronana) aufgeteilt:
- Andapa
- Antalaha
- Sambava
- Vohémar